# Verein zum Schutz der Bergwelt
Der Verein zum Schutz der Bergwelt (VzSB) ist ein Naturschutzverband in Bayern. Er wurde im Jahr 1900 gegründet und gehört damit zu den ältesten Naturschutzorganisationen im Alpenraum. Zu seinen rund 1.100 Mitgliedern zählen rund 250 Sektionen des Deutschen Alpenvereins (DAV), des Österreichischen Alpenvereins (ÖAV) und des Alpenvereins Südtirol (AVS) sowie weitere alpenaffine und naturschutzorientierte Vereine und Institutionen. Der VzSB ist Mitgliedsverband im Deutschen Naturschutzring und der Internationalen Alpenschutzkommission CIPRA Deutschland.

## Geschichte
Der VzSB wurde im Jahr 1900 zunächst als Verein zum Schutze und zur Pflege der Alpenpflanzen aus dem Deutschen und Österreichischen Alpenverein heraus vom Apotheker Carl Schmolz gegründet, 1912 in Verein zum Schutze der Alpenpflanzen, 1934 in Verein zum Schutze der Alpenpflanzen und -Tiere und 1976 in Verein zum Schutz der Bergwelt (VzSB) umbenannt.

## Zielsetzung
Der VzSB sah und sieht es als seine Aufgabe, den Naturschutz im Alpenraum zu betonen und naturräumliche Entwicklungen anzustoßen und zu begleiten. So führte sein Engagement im Jahr 1910 zum „Pflanzenschonbezirk Berchtesgadener Alpen“ (83 km²), dem ersten größeren Pflanzenreservat im Alpenraum. Dieses Reservat war die Keimzelle des Naturschutzgebiets Königssee (1921, 200 km²) und führte 1978 letztlich auch zur Gründung des heutigen Nationalparks Berchtesgaden der 208 km² umfasst. Konkret bemüht sich der Verein um den Schutz von Natur und Landschaft vor beeinträchtigenden und zerstörenden Eingriffen, und da insbesondere der Bergwelt, entsprechend seiner Satzung.

„Zweck des Vereins ist die Förderung des Schutzes von Natur und Landschaft vor allem der Bergwelt. Der Verein will zu Erhalt, Pflege und Wiederherstellung der Eigenart, Schönheit und Ursprünglichkeit mit ihrer natürlichen Vielfalt an wild lebenden Tier- und Pflanzenarten, einschließlich ihrer Lebensräume, beitragen. Der Verein will auch dazu beitragen, die Leistungs- und Funktionsfähigkeit des Naturhaushalts zu erhalten bzw. wiederherzustellen. Einen Schwerpunkt bildet dabei die Förderung der Kenntnisse von den Alpenpflanzen und -tieren und ihrer Lebensräume und ihrer jeweiligen Funktionen im Naturhaushalt.“

## Naturschutz-Projekte
Der Verein ergriff bereits vor dem Ersten Weltkrieg die Initiative, die Alpenschutzbewegung auf eine internationale Basis zu stellen. Diese Idee trug wesentlich zur Gründung der Commission Internationale pour la Protection des Alpes (CIPRA) im Jahr 1952 bei, dem ersten internationalen Zusammenschluss von nichtstaatlichen Alpenschutzorganisationen.
Der Verein war auch in die 1968 begonnenen Diskussion um den Bayerischen Alpenplan eingebunden. Den ersten Entwurf des Alpenplans von Helmut Karl veröffentlichte der Verein in seinem Jahrbuch von 1968. Der Alpenplan wurde 1972 Bestandteil des Landesentwicklungsprogramms Bayern.

## Arbeitsschwerpunkte
Der Verein ist ein nach § 63 Bundesnaturschutzgesetz in Bayern anerkannter, d. h., mitwirkungsberechtigter Naturschutzverein. Er ist in zahlreichen Gremien aktiv, z. B. in den Naturschutzbeiräten. Auf aktuelle Entwicklungen und Konflikte, aber auch auf Grundfragen des Naturschutzes nimmt er in den Medien und mit seinen Publikationen Einfluss.
Ein wesentlicher Aufgabenbereich ist die Verbreitung fundierten Wissens über die Bergwelt.
So gibt der VzSB seit 1901 annähernd jährlich ein Jahrbuch zu Themen des Naturschutzes im Alpenraum bzw. der Bergwelt heraus. Das Themenspektrum der Jahrbücher reicht von wissenschaftlichen Abhandlungen zu ökologischen und naturkundlichen Aspekten im Gebirge bis zu botanischen und vegetationskundlichen Fragen. Die unterschiedlichen Herausgeberbezeichnungen der Publikationsreihen sind bedingt durch die diversen Namensänderungen des Vereins:
- Bericht des Vereins zum Schutze und zur Pflege der Alpenpflanzen 1 (1901) bis 11 (1912)
- Bericht des Vereins zum Schutze der Alpenpflanzen 12 (1913) bis 18 (1928)
- Jahrbuch des Vereins zum Schutze der Alpenpflanzen 1 (1929) bis 6 (1934)
- Jahrbuch des Vereins zum Schutze der Alpenpflanzen und -Tiere 7 (1935) bis 41 (1976)
- Nachrichten des Vereins zum Schutze der Alpenpflanzen und -Tiere 1936–1941, 1943–1944, 1949
- Jahrbuch des Vereins zum Schutz der Bergwelt 42 (1977) bis 85 (2021)

Mit Ausnahme der aktuellen Jahrgänge sind die Publikationen online auf der Homepage des Vereins verfügbar.
Zudem betreut der Verein in eigener Verantwortung einen Botanischen Garten im Kaisergebirge/Tirol – den Alpenpflanzengarten Vorderkaiserfelden. Der Alpenpflanzengarten wurde im Jahr 1930 angelegt und wird seither in überwiegend ehrenamtlicher Tätigkeit vom VzSB unterhalten und gepflegt. Auf rund 600 m² Fläche sind in naturnaher Umgebung über 300 Pflanzenarten aus dem Alpenraum zu sehen – schwerpunktmäßig aus der montanen und der subalpinen Vegetationsstufe des Kaisergebirges. Der Alpenpflanzengarten liegt in unmittelbarer Nähe der Vorderkaiserfeldenhütte im Zahmen Kaiser und ist – je nach Schneelage – von Mitte Mai bis Oktober geöffnet.
Der Aufklärung und der Vermittlung von Wissen über die alpine Vegetation dient auch ein vom VzSB herausgegebenes Plakat über die geschützten Alpenpflanzen. Das Plakat ist ein Gemeinschaftswerk des Vereins zusammen mit dem Deutschen Alpenverein (DAV), dem Österreichischen Alpenverein (ÖAV) sowie dem Alpenverein Südtirol (AVS). Die erste Version des Plakats erschien bereits im Jahre 1903 und wurde aktuell zum siebten Mal aufgelegt. Seit November 2018 ist die promovierte Biologin Sabine Rösler 1. Vorsitzende des VzSB.